# Ruta del Vino del Valle de Colchagua

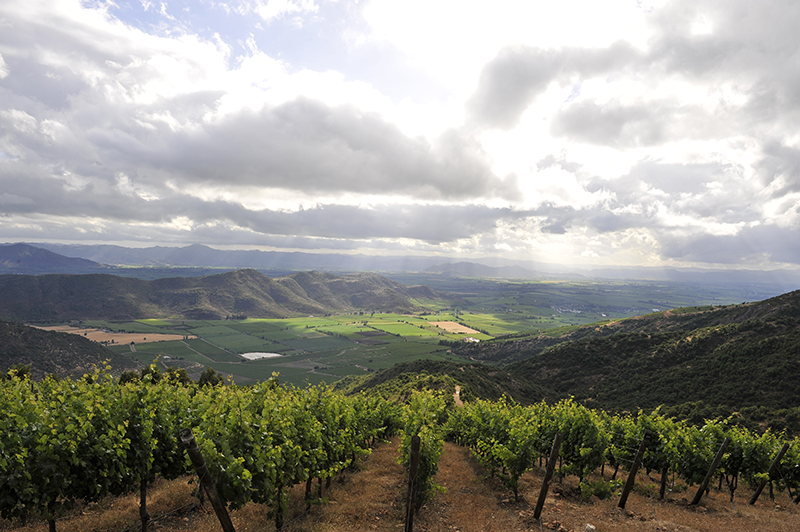
Viñas del Fundo San José de Puquillay

La ruta del vino del Valle de Colchagua se encuentra ubicada en la región vitícola del Valle Central, subregión Valle del Rapel, Región del Libertador General Bernardo O'Higgins, Chile. En este valle existen catorce viñas abiertas permanentemente a la actividad turística de acuerdo al diagnóstico de 2013, gracias a esto el Valle de Colchagua es el segundo con mayor cantidad de viñas abiertas al turismo.

## Principales viñas
Las principales viñas productoras de vino abiertas al turismo en el Valle de Colchagua son:
- Viña Santa Cruz, ex Hacienda Lolol, km 25 hacia Lolol, comuna de Santa Cruz.
- Viña Las Niñas, camino a Millahue de Alpata, parcela 11, Colchagua.
- Viña Viu Manent, camino del vino, km 13, comuna de Nancagua.
- Viña Casa Silva, ubicado en Hijuelas norte s/n, San Fernando. Posee servicio de alojamiento, restaurante y una colección de autos antiguos.
- Viña Laura Hartwig, ubicada en Santa cruz , camino barreales a 1 km de la plaza de armas . Ofrece tour todos los días de la semana y alojamiento

## Fiestas de la Vendimia
La principal Fiesta de la Vendimia de Chile se realiza anualmente, el primer fin de semana de marzo, en la Plaza de Santa Cruz y  sus alrededores. Se eligen reinas, hay una variedad de actividades tradicionales, con stands de gastronomía, artesanía y obviamente, las principales viñas del valle. Viene gente de todo el mundo a degustar los vinos y se sugiere reservar sus alojamientos con anticipación ya que es una actividad imperdible en el calendario anual.
La Fiesta de la Vendimia de Lolol, se realiza el tercer fin de semana de abril, celebrado por primera vez el año 2016 en el Parque Campesino de Lolol. Incluye venta de artesanías, gastronomía típica y venta de vinos del Valle de Colchagua. Esta actividad se extiende por tres días.
La Fiesta de la Vendimia Campesina de Palmilla, se realiza el primer fin de semana de abril, es organizada por la Asociación de Pequeños Productores Viñateros del Valle de Colchagua y cuenta con apoyo de INDAP, su acceso es gratuito al público. Participan viñas del Valle de Colchagua, principalmente pequeñas viñas de origen campesino, donde presentan sus vinos como Carmenere, Chardonay, Cabernet Sauvignon. Al tratarse de una fiesta campesina se realza la importancia del huaso chileno. La artesanía incluye materiales en cuero, lana de oveja, fieltro, hojas de choclo, joyas de calabaza y talabartería en general. Además de productos como mermeladas, quesos, miel, frutos frescos, zapallos gourmet, entre otros.
La Fiesta de la Vendimia de Peralillo, se realiza en el Parque Municipal de Peralillo, es una actividad organizada por el Municipio y dirigida a la comunidad, participan alrededor de 60 mil personas. Tiene dos días de duración y se realiza el segundo fin de semana de abril. La actividad incluye la elección de reina, juegos tradicionales, muestras y degustación de vinos del Valle de Colchagua, presentaciones de música folclórica y un baile la noche del sábado animado por orquestas. En el marco de esta fiesta se realiza además el campeonato de rayuela.